# Campanula cabezudoi
Campanula cabezudoi är en klockväxtart som beskrevs av Cano-maq. och Salvador Talavera. Campanula cabezudoi ingår i släktet blåklockor, och familjen klockväxter.
Artens utbredningsområde är Spanien. Inga underarter finns listade i Catalogue of Life.